# Astracantha caucasica
Astracantha caucasica är en ärtväxtart som först beskrevs av Pall., och fick sitt nu gällande namn av Dieter Podlech. Astracantha caucasica ingår i släktet Astracantha och familjen ärtväxter. Inga underarter finns listade i Catalogue of Life.